# Campionato europeo maschile di pallamano 1996
Il Campionato europeo maschile di pallamano 1996 è stata la 2ª edizione del torneo organizzato dalla European Handball Federation. Il torneo si è svolto dal 24 maggio al 2 giugno 1996 in Spagna, ospitato nelle città di Ciudad Real e Siviglia.
Il torneo ha visto l'affermazione della nazionale della Russia per la prima volta nella sua storia.

## Squadre partecipanti
- Croazia
- Ungheria
- Slovenia
- Germania
- Jugoslavia
- Russia
- Rep. Ceca
- Svezia
- Francia
- Romania
- Spagna
- Danimarca

## Podio
| Pos. | Squadra    |
| ---- | ---------- |
| 1°   | Russia     |
| 2°   | Spagna     |
| 3°   | Jugoslavia |